# Tatyjana Jevgenyjevna Hmirova
Tatyjana Jevgenyjevna Hmirova, cirill betűkkel Татьяна Евгеньевна Хмырова (Volgográd, 1990. február 6. –) orosz válogatott kézilabdázó.

## Pályafutása

### Klubcsapatokban
Hmirova 2005-től a Dinamo Volgograd játékosa, amely csapat színeiben rögtön első szezonjában 16 évesen bemutatkozhatott a Bajnokok Ligájában. Az itt töltött idő alatt öt bajnoki címet szerzett csapatával, és egyszer az EHF-kupát is megnyerték. 2013-tól a macedón Vardar Szkopje játékosa volt. 2014-ben, 2015-ben, 2016-ban, 2017-ben és 2018-ban is bajnoki címet nyert a csapattal és megnyerte a Macedón Kupát is. 2018 nyarán a Siófok KC csapatához igazolt, akikkel a 2018-2019-es idény végén EHF-kupát nyert. Az egész szezonban boka- és térdproblémákkal küzdött, ezért 2019 nyarán bejelentette, hogy szünetelteti profi pályafutását.

### A válogatottban
Az orosz válogatottban is már fiatalon komoly szerepet kapott, 18 évesen, 2008-ban részt vehetett az Európa-bajnokságon, 19 évesen pedig tagja volt a 2009-ben világbajnoki címet szerző csapatnak, amelynek 47 szerzett góljával Emilija Turejjel közösen a leggólerősebb játékosa volt. Eközben az utánpótlás válogatottban is játszott, és 2008-ban az ifjusági válogatottal világbajnok, majd 2010-ben a juniorválogatottal világbajnoki ezüstérmes lett. 2012-ben részt vett a londoni olimpián is.

## Sikerei
- Orosz bajnokság győztese: 2009, 2010, 2011, 2012, 2013
- Macedón bajnokság győztese: 2014, 2015, 2016, 2017, 2018
- Macedón Kupa-győztes: 2014, 2015, 2016, 2017, 2018
- EHF-kupa-győztes: 2008, 2019[8]
- Világbajnokság győztese: 2009
- Európa-bajnokság bronzérmes: 2008